# Alfred Giard
Pour les articles homonymes, voir Giard.
Alfred Mathieu Giard, né le 8 août 1846 à Valenciennes (Nord) et décédé le 8 août 1908 à Orsay (Seine-et-Oise), est un zoologiste français (membre de l’Académie des sciences et pionnier promoteur de l'atomisme), normalien et homme politique français.

## Biographie
Issu d'une famille de la bourgeoisie cultivée, il est fils de négociant en épicerie et petit-fils d’un capitaine d’infanterie. Il est très jeune passionné par l’étude des insectes.

### Jeunesse
Après des études à Valenciennes et à Douai, il entre en 1867 à l’École normale supérieure de Paris et est licencié ès sciences mathématiques, physiques et naturelles (1869). De 1869 à 1872, il est préparateur au sein du laboratoire de Henri de Lacaze-Duthiers (1821-1901) de la faculté des sciences de Paris. Il obtient un titre de docteur ès sciences biologiques avec une thèse intitulée Recherches sur les ascidies composées ou synascidies.

### Professeur d'histoire naturelle
De 1873 à 1882, il est professeur suppléant d’histoire naturelle à la faculté des sciences de Lille auprès de Camille Dareste de la Chavanne et enseigne à l'Institut industriel du Nord (École centrale de Lille). De 1875 à 1882, Giard enseigne également à l’école de pharmacie de Lille. En 1874, il crée son laboratoire privé où il enseigne la biologie marine, d'où est issue la Station marine de Wimereux. Notons parmi ses élèves Jules Bonnier, Charles Barrois, Jules Henri Barrois, Louis Dollo et Paul Hallez qui lui succède dans l'enseignement à l'Institut industriel du Nord avant d'obtenir une chaire de Zoologie de la Faculté de Lille.

### Carrière politique
En 1882, Alfred Giard devient adjoint au maire de Lille, Géry Legrand, et est élu la même année député de Valenciennes dans les rangs du parti républicain radical. L'été 1883, il séjourne à Bénodet en même temps que Emile Zola. Leur rencontre a été, selon Henri Mitterand, biographe de l'écrivain, l'un des facteurs déclenchants de l'écriture de "Germinal", Valenciennes étant alors au coeur du pays minier. Tête de liste des radicaux lors des élections de 1885, il est battu.
Antidreyfusard, il refuse la révision du procès de Dreyfus par nationalisme. Aussi, il est délégué de la Ligue de la patrie française fondée en 1898 par Maurice Barrès et Jules Lemaître. Cela ne l'empêchera pas de soutenir, en 1900, l'édification d'un monument commémoratif en l'honneur du socialiste allemand Wilhelm Liebknecht. 

### Professeur à l'ENS
En 1887, Giard devient maître de conférences de zoologie à l’École normale supérieure de Paris. En 1888, il obtient un cours sur l’évolution qui vient d’être créé à la Sorbonne par le conseil municipal de Paris. Giard y diffuse les idées néo-lamarckiennes et darwiniennes. Ce cours joue un rôle considérable dans la diffusion de la théorie de l’évolution en France. Toujours en 1888, il commence à diriger le Bulletin scientifique de la France et de la Belgique.

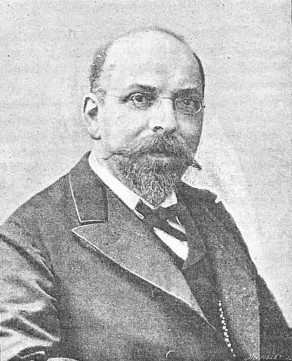
Alfred Giard par Eugène Pirou.

En 1889, il entre dans une commission chargée de l’étude des insectes nuisibles. Il se marie en 1892 avec Annie Bond-Cooke, trois enfants naîtront de ce mariage mais tous meurent précocement.
Il fait paraître, au terme de plusieurs années de travail, les Controverses transformistes (C. Naud, Paris, 1904), qui rassemblent plusieurs de ses précédents articles. Giard participe à la Mission d'études de la maladie du sommeil dirigée par Alphonse Laveran (1845-1922) et dont les résultats paraissent vers 1904. Parmi ses nombreuses publications, 300 sont consacrées à l’entomologie. Parmi elles, il faut citer son étude sur l’emploi d’un champignon, Isaria densa, pour contrôler les populations de hannetons ainsi que ses recherches sur l’introduction de la cochenille en Algérie. Giard fait figure de pionnier de l’entomologie appliquée en France.
Giard devient membre de l’Académie des sciences en 1900. Il devient président de la Société de biologie et de la Société entomologique de France en 1896, puis en 1905, de l’Association française pour l'avancement des sciences. Il est associé étranger de l’Académie royale de Belgique, de la Société linnéenne de Londres, de l’Academy of Natural Sciences of Philadelphia, etc. Il reçoit un doctorat honoris causa de l’université d’Oxford. Il est fait chevalier de la Légion d'honneur.

### Postérité
Félix Le Dantec (1869-1917) fait paraître en 1909 une notice biographique sur la vie et l’œuvre d’Alfred Giard sous le titre de Alfred Giard (1846-1908) et son œuvre (P. Klincksieck, Paris, 1909). Ses œuvres seront réunies en 1911 et en 1913 par ses amis et ses élèves et paraissent à Paris par les soins du Laboratoire d'évolution des êtres organisés qu’il avait contribué à créer.
En juillet 2008, le Laboratoire d'Océanologie et de Géosciences de Wimereux (CNRS, Université de Lille 1 et Université du Littoral) a organisé un colloque pour célébrer le centenaire de la mort de Alfred Giard  log.univ-littoral.fr.
Un parasite intestinal, Giardia intestinalis, a été nommé en son honneur.

## Sources
- Biographie sur le site de l’Institut Pasteur (en français).
- « Alfred Giard », dans Adolphe Robert et Gaston Cougny, Dictionnaire des parlementaires français, Edgar Bourloton, 1889-1891 [détail de l’édition]
- Christophe Charle et Eva Telkes (1989). Les Professeurs de la Faculté des sciences de Paris. Dictionnaire biographique (1901-1939), Institut national de recherche pédagogique (Paris) et CNRS Éditions, collection Histoire biographique de l’Enseignement : 270 p.  (ISBN 2-222-04336-0)
- Jean Lhoste (1987). Les Entomologistes français. 1750-1950. INRA Éditions : 351 p.
- Histoire de la faculté de sciences de Lille - ASA USTL
- L'institut de zoologie de Lille - ASA USTL

## Orientation bibliographique
- Alfred Giard, Exposé des titres et travaux scientifiques : (1868-1896), Paris, Imprimerie générale Lahure, 1896 (lire en ligne)
- Gabriel Gohau (1979). Alfred Giard, Revue de synthèse, 3e série (95-96) : 393-406.  (ISSN 0035-1776)
- Mathieu Guerriaud, « Étudier à l'école de pharmacie de Lille avec Alfred Giard au XIXe siècle», Revue d'Histoire de la Pharmacie, vol.  LXIII, no  386, 2015, p.  261-278  (ISSN 0035-2349), (lire en ligne)